# 克雷谢
克雷谢（法語：Créchets）是法国上比利牛斯省的一个市镇，属于巴涅尔德比戈尔区。该市镇总面积0.97平方公里，2009年时的人口为39人。

## 人口
克雷谢人口变化图示